# 武居丈二
武居 丈二 (たけい たけじ、1955年 - ）は、日本の総務官僚。岩手県総務部長や、福岡県副知事、総務省自治大学校長等を経て、全国町村会事務総長。

## 人物・経歴
長野県諏訪市生まれ。長野県諏訪清陵高等学校を経て、東京大学工学部卒業、自治省入省。大分県財政課長、自治大学校教授、自治省地域政策室課長補佐、人事院短期在外研究員、自治省公営企業第一課理事官、自治省財政企画官、岩手県総務部長、総務省総合通信基盤局電波部基幹通信課長、消防庁救急救助課長等を歴任。
2005年福岡県副知事。2009年消防庁国民保護・防災部長。2010年地方公共団体金融機構理事。2012年総務省大臣官房地域力創造審議官。2013年総務省自治大学校長。同年株式会社日立製作所情報･通信システム社社長付。2015年公益財団法人日本消防協会常務理事。2017年全国町村会事務総長、公益社団法人日本観光振興協会理事。

## 著書
- 『知られざる日本の地域力―平成の世間師たちが語る見知らん五つ星』（共著）今井印刷 2014年